# 大内村 (鳥取県)
大内村（おおちそん）は、かつて鳥取県智頭郡・八頭郡に存在した村、自治体である。

## 概要
現在の智頭町大内・篠坂・毛谷・郷原・西野に相当する。千代川上流域に位置した。
大内の名は深く入り組んだ山奥の地形地名とする説がある。
藩政時代には鳥取藩領の智頭郡山形郷（やまがたのごう）に属する篠坂村・毛谷村・郷原村・西野村・大内村・木下村があった。

## 沿革
- 1877年（明治10年）5月22日 - 木下村が大内村に合併する[1][4]。
- 1881年（明治14年）9月12日 - 鳥取県再置。
- 1883年（明治16年）3月 - 連合戸長役場を大内村に設置。
- 1889年（明治22年）10月1日 - 町村制の施行により、篠坂村・毛谷村・郷原村・西野村・大内村が合併して村制施行し、智頭郡大内村が発足。旧村名を継承した5大字を編成。虫井村および山郷村との組合役場を大字大内村に設置[5]。
- 1896年（明治29年）4月1日 - 郡制の施行により、八上郡・八東郡・智頭郡の区域をもって八頭郡が発足し、八頭郡大内村となる。
- 1912年（明治45年）4月 - 山郷村が組合村を分離。大内村虫井村組合役場位置を大内村大字大内村5番2に定める[6]。
- 1915年（大正4年）1月1日 - 「大内村大字◯◯村」から大字の「村」を削除し、「大内村大字◯◯」と改称[7]。
- 1919年（大正8年）1月1日 - 虫井村と合併して山形村が発足。同日大内村廃止[8]。

## 行政

### 戸長
- 大内村外12ヶ村連合戸長役場：澤木嘉平[9]
管轄区域：大内村・篠坂村・毛谷村・郷原村・西野村（後の大内村）、大呂村・芦津村・八河谷村（後の虫井村）、尾見村・西谷村・中原村・福原村・駒帰宿（後の山郷村）[10]

### 歴代組合村長
| 氏名       | 就任年月               | 退任年月               | 備考                   |
| ---------- | ---------------------- | ---------------------- | ---------------------- |
| 澤木嘉平   | 1889年（明治22年）11月 | 1893年（明治26年）11月 | 前戸長                 |
| 青木雄次郎 | 1893年（明治26年）12月 | 1894年（明治27年）8月  |                        |
| 西尾幸次郎 | 1894年（明治27年）11月 | 1895年（明治28年）2月  |                        |
| 重村洪     | 1895年（明治28年）2月  | 1897年（明治30年）6月  |                        |
| 倉持益治   | 1897年（明治30年）6月  | 1901年（明治34年）6月  |                        |
| 谷口忠五郎 | 1901年（明治34年）6月  | 1903年（明治36年）4月  |                        |
| 吉田磯太郎 | 1903年（明治36年）5月  | 1903年（明治36年）11月 |                        |
| 西尾浅吉   | 1903年（明治36年）12月 | 1906年（明治39年）3月  |                        |
| 米井善蔵   | 1906年（明治39年）10月 | 1910年（明治43年）10月 |                        |
| 長石甚録   | 1910年（明治43年）10月 | 1912年（明治45年）5月  |                        |
| 澤木嘉平   | 1912年（明治45年）5月  | 1914年（大正3年）3月   |                        |
| 大河原音慶 | 1914年（大正3年）6月   | 1918年（大正7年）11月  | 合併後、山形村長に就任 |
| 参考文献 - |                        |                        |                        |